# Apollonios från Perga
Apollonios från Perga var en grekisk matematiker och astronom, från Perga i Pamfylien, född 262 f.Kr., död 190 f.Kr.

## Biografi
Som ung kom Apollonios till Alexandria och fick där sin utbildning som matematiker under ledning av Euklides efterföljare. Han hade en stor produktivitet som matematisk skriftställare och hedrades under forntiden med namnet den store matematikern.
Av hans arbeten har endast det berömda verket Om koniska sektioner bevarats till vår tid.  Före Apollonios tid hade många matematiker, även Euklides och Arkimedes, behandlat läran om koniska sektioner, men såvitt man vet endast från den synpunkt som anges av själva namnet, det vill säga dessa linjers uppkomst som plana snitt av en kon. Apollonios däremot härledde utöver det den fundamentala egenskap hos ett kägelsnitt som med modern terminologi uttrycks genom kurvans ekvation. Eftersom denna ekvation implicit finns och konsekvent utnyttjas, innebär det att kurvan refereras till det vi idag kallar koordinatsystem, så kan Apollonios betraktas som en föregångare till Cartesius, uppfinnaren av analytisk geometri.
Då Archimedes i sina geometriska arbeten huvudsakligen ägnade sig åt undersökning av de betraktade figurernas inbördes storlek (metrisk geometri), sysselsatte sig Apollonios huvudsakligen med kägelsnittens former och inbördes lägen samt i huvudsak med sådana egenskaper som är gemensamma för alla sektioner av en given kon och sålunda förblir oförändrade vid vissa projektiva transformationer. Ur denna synpunkt är Apollonios att betrakta såsom skapare av projektiv geometri.
Om koniska sektioner bestod ursprungligen av åtta böcker, varav de fyra första finns kvar på originalspråket grekiska, de tre nästföljande bara från en arabisk översättning från 900-talet och den åttonde boken har försvunnit. 
Böckerna 1-4 innehåller en systematisk uppräkning av de grundläggande principerna gällande koniska former och introducerade begreppen ellipsen, hyperbeln och parabeln, som kan beskrivas som skärningar mellan en cirkulär konisk yta och ett plan, som ej går genom den koniska ytans spets. 
Det som var särskilt kännetecknande för Apollonios originalitet och beundransvärda skarpsinne var satser i den femte boken om de längsta och kortaste raka linjerna som kan dras från en given punkt till punkter längs kurvan, som bildar ett kägelsnitt. Dessa beräkningar tillsammans med ett koordinatsystem leder till en fullständig beskrivning av kurvans egenskaper längs de koniska sektionerna. Enstaka så kallade maximi- och minimiproblem hade redan lösts av Apollonios föregångare, men i denna bok fann man för första gången en systematisk behandling av en hel klass av liknande problem.
Från Apollonios härrörde de sedermera allmänt använda benämningarna för de tre slagen av kägelsnitt: ellips, parabel och hyperbel.
Inom astronomin anses Apollonios vara den som införde epicykelteorin för att beskriva planeternas omloppsbanor på stjärnhimlen och Månens varierande hastighet. Av särskilt intresse är hans bestämning av de punkter där, enligt epicykelteorin, en planet är stilla. 

## Utmärkelser
Nedslagskratern Apollonius på månen är uppkallad efter honom.